# Iron Soldier 2
Iron Soldier 2 is een videospel voor het platform Atari Jaguar. Het spel werd uitgebracht in april 1997. De speler loopt in een grote robot en moet allerlei tegenstanders neerschieten.

## Ontvangst
| Beoordeeld door       | Datum            | Score |
| --------------------- | ---------------- | ----- |
| neXGam                | 2007             | 90%   |
| All Game Guide        | 1998             | 80%   |
| The Video Game Critic | 27 augustus 2002 | 75%   |